# Kelngond
Kelngond est un village de la Région du Littoral du Cameroun, situé dans la commune de Ndom et le département de la Sanaga-Maritime. 

## Population et développement
En 1967, la population de Kelngond était de 98 habitants. La population de Kelngond était de 68 habitants dont 39 hommes et 29 femmes, lors du recensement de 2005.  

## Personnalités
L'homme politique Louis Bapès Bapès, ancien ministre, est né à Kelngond en 1940.